# Oddone di Novara

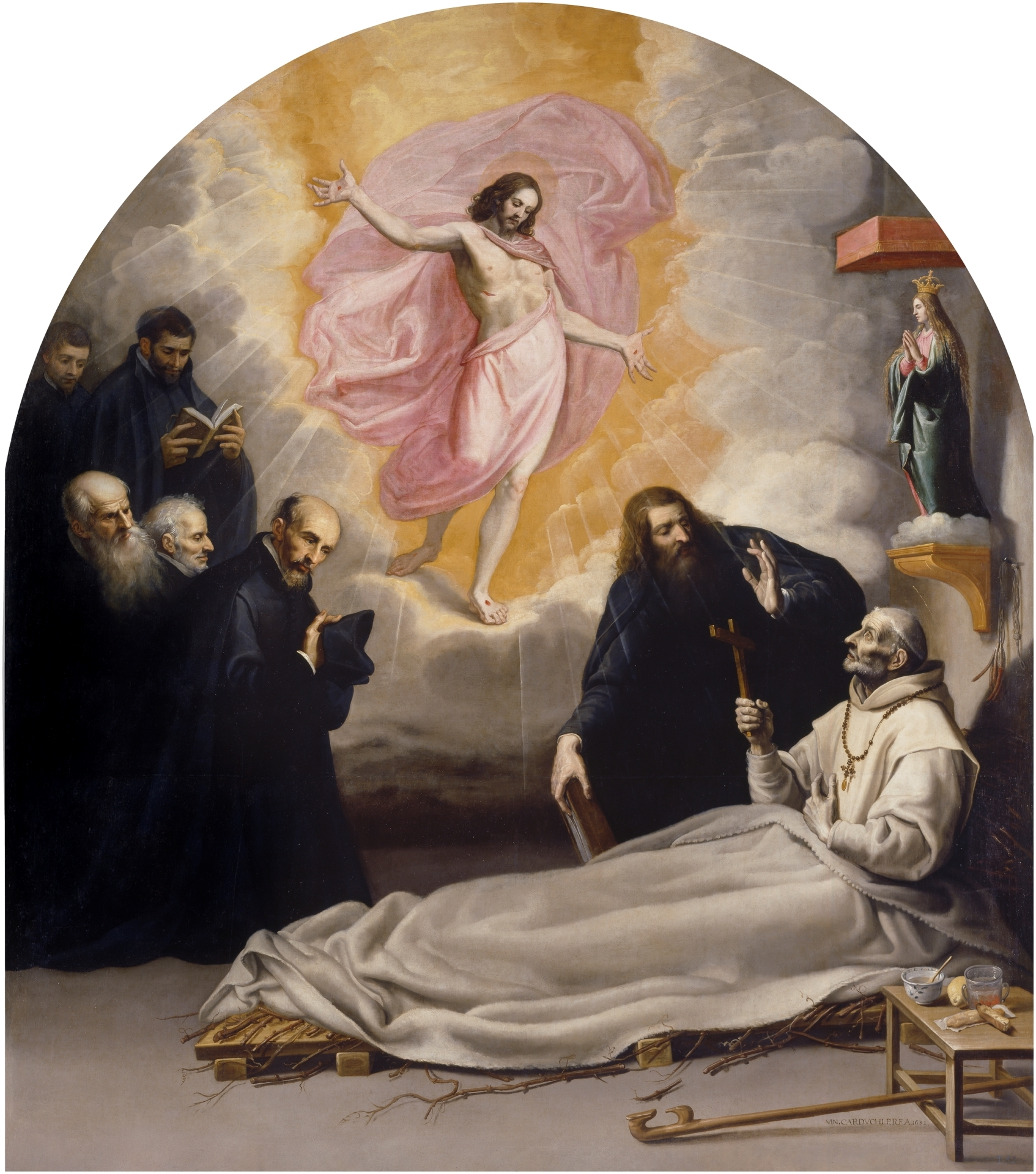
Vincenzo Carducci, Morte di Oddone di Novara, 1632, Madrid, Museo del Prado. Il dipinto fa parte della Serie sulla storia dell'ordine certosino, commissionati dal monastero di Santa María de El Paular.

Oddone di Novara (conosciuto anche come Odo o Oddo) (Novara, 1105 circa – Tagliacozzo, 14 gennaio 1198) è stato un presbitero, religioso e monaco cristiano italiano dell'Ordine certosino, beatificato nel 1859.

## Biografia
Nacque a Novara intorno al 1105. Dopo la professione religiosa, avvenuta forse alla Grande Chartreuse, fu inviato alla certosa di Seitz per contribuire alla sua fondazione, attorno al 1160. Vi rimase fino al 1189 e vi scrisse i Sermones. Fu erroneamente ritenuto professo benedettino e abate dai biografi e storici precedenti.

### Priore di Geirach
Nel 1189 fu chiamato come priore alla certosa di Geirach, fondata nel 1169 da Enrico I, vescovo di Gurk: il suo successore alla cattedra episcopale Teodorico di Albeck dovette scontrarsi con le pretese di Ermanno di Ortenburg, antivescovo, ed i certosini ne subirono le vessazioni.
Per circa 12 anni, di forti contese, i certosini furono espulsi e la loro casa data altri canonici regolari.
Non bastò l'intervento di papa Lucio III, quindi, Oddone si recò a Roma a chiedere giustizia a papa Clemente III; il vescovo ne approfittò per espellere i monaci per nove anni. Oddone chiese al papa di essere sollevato dall'incarico.
Dopo le sue dimissioni divenne cappellano nella chiesa e monastero dei Santi Cosma e Damiano delle monache benedettine di Tagliacozzo, in Abruzzo, dove morì, quasi centenario, il 14 gennaio 1198.

### Beatificazione
Dopo la sua morte papa Gregorio IX ordinò un'indagine canonica sulla sua condotta di vita. Fu descritto nell'inchiesta di Riccardo, vescovo di Trivento, come «uomo timorato di Dio, modesto e casto, dedito giorno e notte alla contemplazione e alla preghiera, vestito solo con abiti grezzi di lana, che vive in una cella minuscola... obbedisce sempre al suono della campana, quando lo chiama all'ufficio».

## Culto
Papa Pio IX ne confermò il culto e il titolo di beato il 31 maggio 1859. La sua festa nel Martirologio Romano è il 14 gennaio.